# Memphis du Rib
Memphis du Rib född 11 april 2000, är en fransk varmblodig travhäst som tränades av Joël Hallais och kördes oftast då av Hallais själv eller Jean-Loïc-Claude Dersoir.
Han började tävla i augusti 2002 och inledde med att galopper för att sedan ta sin första seger i andra starten. Han sprang under sin karriär in 887 545 euro på 56 starter, varav 10 segrar och 9 andraplatser samt 10 tredjeplatser. De största segrarna kom i Prix de l'Étoile (2003), Critérium des 3 ans (2003) och Critérium des 4 ans (2004).
Han har även segrat i Prix de Berlin (2003), Prix Piérre Plazen (2003), Prix Charles Tiercelin (2004) och på andraplats i Prix Paul Karle (2003), Prix Jacques de Vaulogé (2003), Prix de Geneve (2004), Prix Roederer (2005) samt på tredjeplats i Prix de Rome (2003), Prix Victor Régis (2003), Prix Abel Bassigny (2003), Prix de Milan (2004), Prix Octave Douesnel (2004) och Critérium Continental (2004).

## Statistik
| Statistik för Memphis du Rib (Ref.) | Statistik för Memphis du Rib (Ref.) | Statistik för Memphis du Rib (Ref.) | Statistik för Memphis du Rib (Ref.) | Statistik för Memphis du Rib (Ref.) | Statistik för Memphis du Rib (Ref.) |
| ----------------------------------- | ----------------------------------- | ----------------------------------- | ----------------------------------- | ----------------------------------- | ----------------------------------- |
| Starter                             | Placeringar                         | Startprissumma                      | Segerprocent                        | Platsprocent                        | Rekord                              |
| 56                                  | 10-9-10                             | 887 545 euro                        | 18 %                                | 52 %                                | 1.11,8ak,                           |

### Större segrar
| År   | Lopp                   | Kusk                     | Vinstbelopp | Grupp   |
| ---- | ---------------------- | ------------------------ | ----------- | ------- |
| 2003 | Prix de Berlin         | Jean-Loïc-Claude Dersoir | 30 000 EUR  | Grupp 3 |
| 2003 | Prix Piérre Plazen     | Jean-Loïc-Claude Dersoir | 50 000 EUR  | Grupp 2 |
| 2003 | Prix de l'Étoile       | Jean-Loïc-Claude Dersoir | 120 000 EUR | Grupp 1 |
| 2003 | Critérium des 3 ans    | Jean-Loïc-Claude Dersoir | 120 000 EUR | Grupp 1 |
| 2004 | Prix Charles Tiercelin | Jean-Loïc-Claude Dersoir | 50 000 EUR  | Grupp 2 |
| 2004 | Critérium des 4 ans    | Jean-Loïc-Claude Dersoir | 120 000 EUR | Grupp 1 |